# Tears Are Falling
«Tears Are Falling» es una canción de la banda estadounidense Kiss. Fue lanzada como sencillo del álbum de 1985 Asylum. La canción fue escrita por el vocalista y guitarrista Paul Stanley. Se realizó un vídeo promocional, filmado en Londres en septiembre de 1985, dirigido por David Mallet. Alcanzó la posición Nro. 20 en las listas Billboard.

## Créditos
- Paul Stanley - voz, guitarra
- Bruce Kulick - guitarra
- Gene Simmons - bajo
- Eric Carr - batería